# Намозгах
Намозгах (тадж. Намозгаҳ; до 2008 года — Каробулок) — село в районе Рудаки Республики Таджикистан. Входит в состав джамоата (сельской общины) Эсанбой района Рудаки.
Находится на расстоянии 39 км от райцентра (пгт. Сомониён) и 30 км от центра общины (село Эсанбой).
Население — 125 чел. (2017).